# Ахмад аль-Вафи
Абу́ Ахма́д ‘Абдулла́х ибн Муха́ммад ибн Исма’и́л (араб. عبد اللّه بن محمد بن إسماعيل‎; 766 — 828, Саламия, Сирия) известный исмаилитам как Ахма́д аль-Вафи́ — восьмой исмаилитский имам. Был сыном и преемником седьмого имама Мухаммада ибн Исмаила. Его называли аль-Вафи, «верный своему слову».
Со смертью Джафара ас-Садика в 765 году, Исмаила в 775 году и Мухаммада в 813 году исмаилитские имамы были вынуждены скрываться; это первое сокрытие продолжалось с 813 по 882 год. Как имам, был верховным духовным лидером исмаилитской общины с момента своего назначения и до своей смерти. Низариты и мусталиты ведут свою линию имамата от него и его потомков, основавшие Фатимидский халифат.

## Биография
Родился в Персии примерно в 766 году. Как и его отец, был вынужден скрываться от широкой общественности, чтобы защитить себя во враждебной политической среде. Для защиты от своего реального положения имама был известен как «Аттар» (из-за его профессии в области лекарств и медицины). Впоследствии, в неизвестную дату, в первой половине X века, поселился в Саламии, в центральной Сирии, продолжая выдавать себя за хашимитского торговца. Отныне Саламия служила тайной штаб-квартирой раннего исмаилитского да’вата. Затем имам Вафи Ахмад отправился в Дейлем со своими тридцатью двумя доверенными да’и, где женился на женщине-Алидке в деревне Ашнаш, и она родила ему сына Ахмада, ставший его преемником.
Восьмой-десятый исмаилитские имамы были скрыты от общественности из-за угроз со стороны Аббасидского халифата и были известны под своими прозвищами.

## Галерея

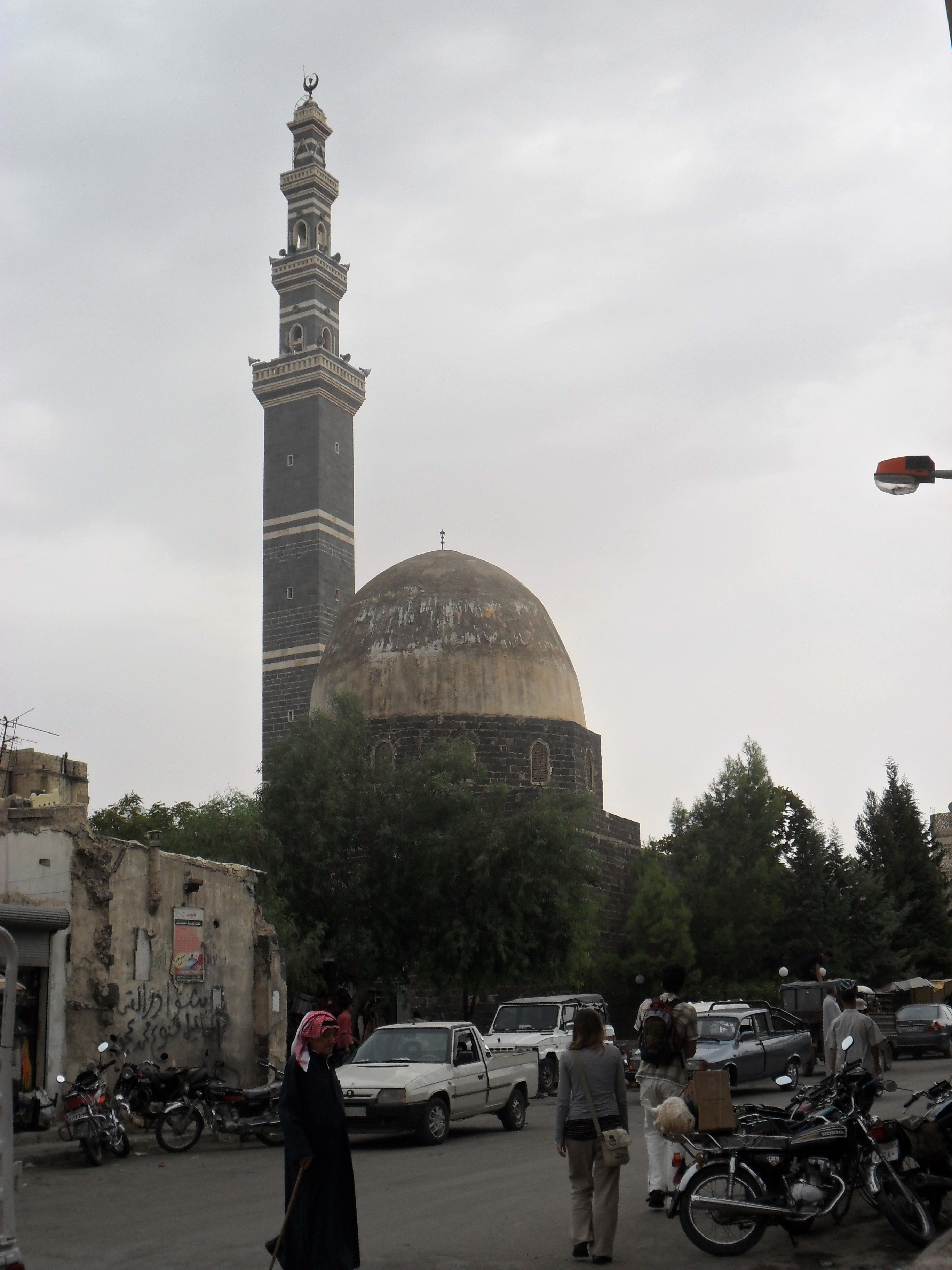
Мечеть восьмого имама Абадуллаха ибн Мухаммада в Саламии, Сирия
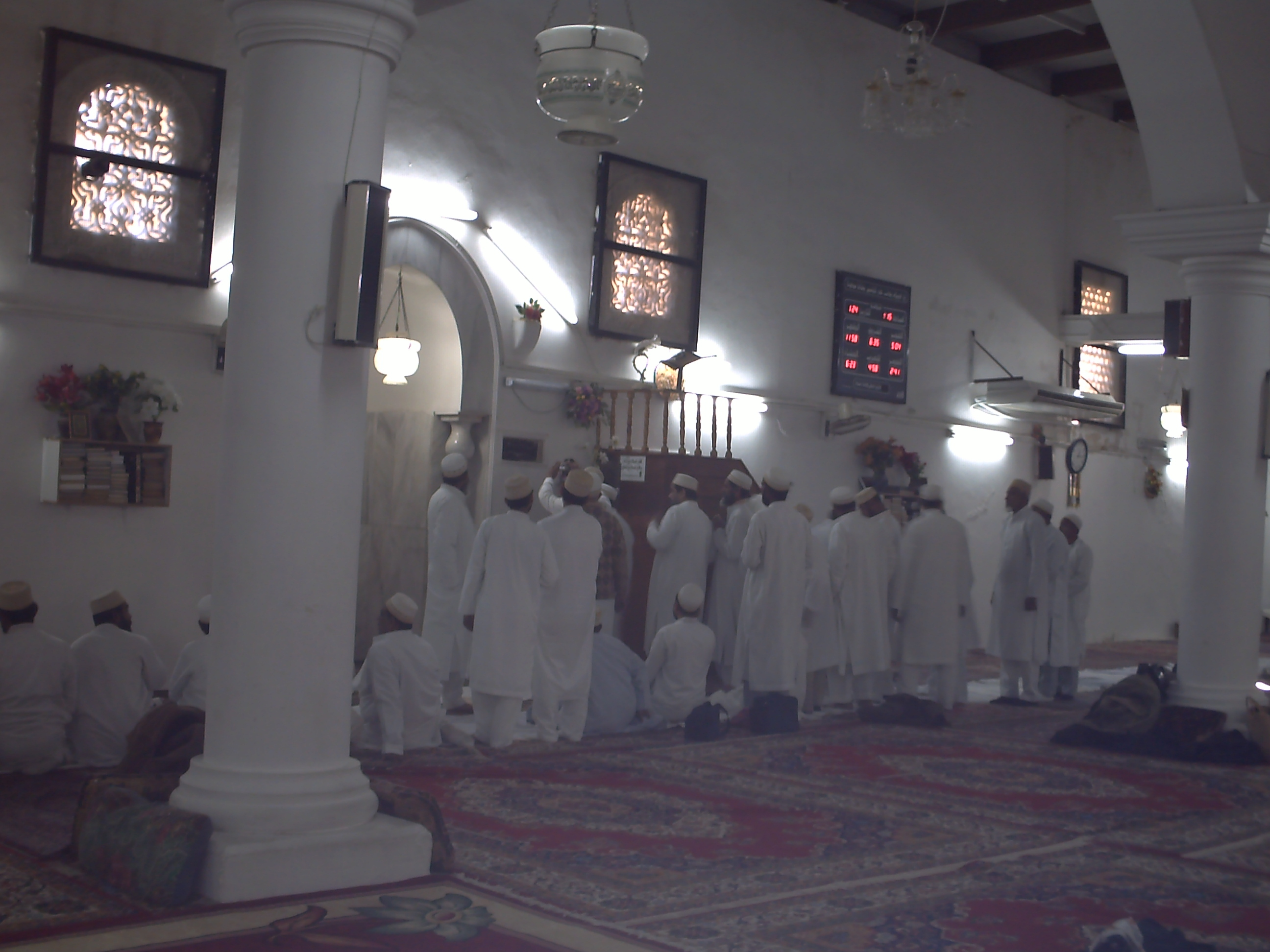
Мечеть имама Абдуллаха внутри
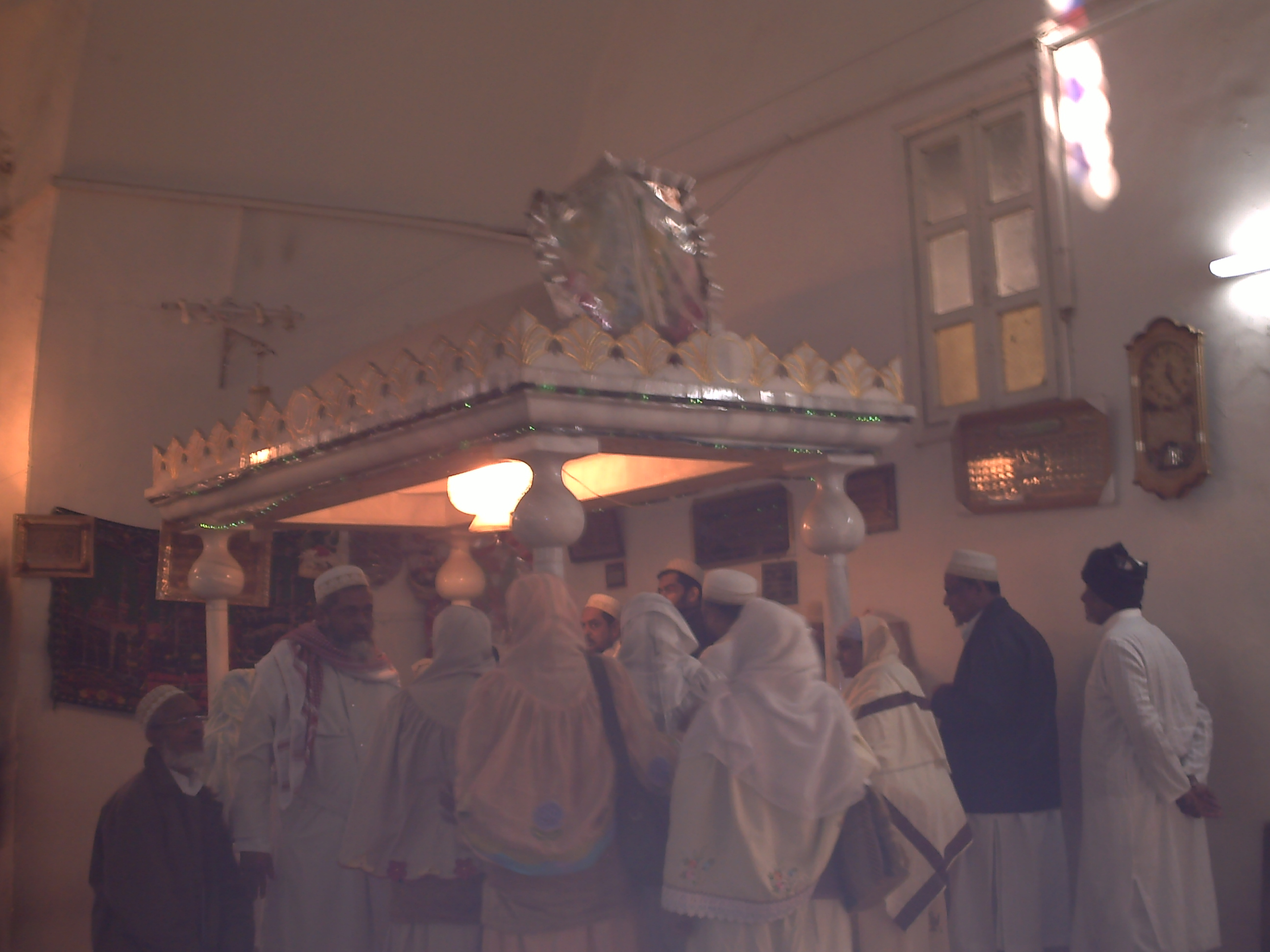
«Кабр Мубарак» имам Абдуллах